# Station Crouy-sur-Ourcq
Station Crouy-sur-Ourcq is een spoorwegstation aan de spoorlijn Trilport - Bazoches. Het ligt in de Franse gemeente Crouy-sur-Ourcq in het Franse departement Seine-et-Marne (Île-de-France).

## Geschiedenis
Het station werd op 1 juni 1894 geopend bij de opening van de sectie Trilport - La Ferté-Milon. Sinds zijn oprichting is het eigendom van de Société nationale des chemins de fer français (SNCF).

## Ligging
Het station ligt op kilometerpunt 68,409 van de spoorlijn Trilport - Bazoches

## Diensten
Het station wordt aangedaan door treinen van Transilien lijn P, tussen La Ferté-Milon en Meaux. In de spits rijden bepaalde treinen door naar Paris-Est.

## Vorig en volgend station
| Richting             | Vorig station  | Lijn    | Volgend station   | Richting       |
| -------------------- | -------------- | ------- | ----------------- | -------------- |
| Meaux (of Paris-Est) | Lizy-sur-Ourcq | Trans P | Mareuil-sur-Ourcq | La Ferté-Milon |